# Acraea camerunica
Acraea camerunica är en fjärilsart som beskrevs av Embrik Strand 1914. Acraea camerunica ingår i släktet Acraea och familjen praktfjärilar. Inga underarter finns listade i Catalogue of Life.